# Friedrich Heinrich Jacobi

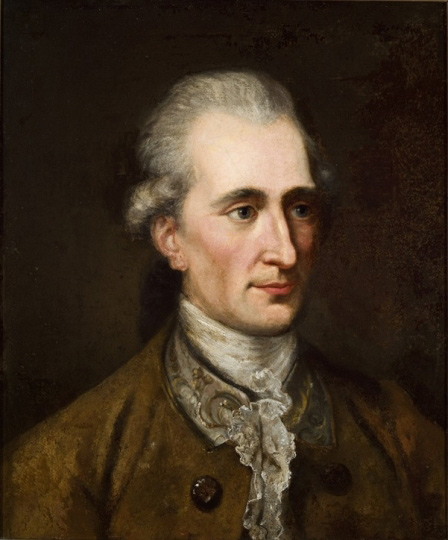
Friedrich Heinrich Jacobi

Friedrich Heinrich Jacobi (25. ledna 1743 Düsseldorf – 10. března 1819 Mnichov) byl německý spisovatel a filosof, kritik novověkého racionalismu, zejména Spinozy, Kanta a Mosese Mendelssohna. Vytýkal jim, že úpornou snahou o rozumové vysvětlování a dokazování podrývají lidskou svobodu i víru v Boha. Ve svých polemikách zavedl označení nihilismus.

## Život
Jacobi pocházel z bohaté židovské obchodnické rodiny a na rozdíl od staršího bratra Johanna Georga, který se stal básníkem, byl určen k obchodnické kariéře. Jako mladý muž byl poslán na zkušenou do Ženevy, kdy se však stýkal hlavně se spisovateli a četl spisy francouzských osvícenců, zejména J.-J. Rousseaua a Voltaira. Roku 1763 se vrátil do Düsseldorfu, oženil se a převzal vedení otcovy firmy. Roku 1770 však firmu opustil a zastával politické funkce v knížectví Jüllich, kde se vyznamenal úsilím o společenské reformy i finančními schopnostmi. Na jeho sídle v Pempelfortu u Düsseldorfu se setkával výkvět německé vzdělanosti, např. Herder, Hamann, bratři von Humboldtové, ale také Goethe a Diderot. S řadou z nich Jacobi udržoval dlouholetou korespondenci. Po vzoru časopisu Mercure de France založil roku 1772 s Wielandem Deutscher Merkur, kam Jacobi také přispíval.
Roku 1780 navštívil Lessinga, který mu řekl, že jediná skutečná filosofie je Spinozova. Jacobi se jí tedy začal zabývat a roku 1785 publikoval Listy o Spinozově učení, kde Spinozu ostře kritizoval. Kniha vyvolala stejně ostrou odpověď M. Mendelssohna a vedla k dlouhé diskusi, která vzbudila nový zájem o Spinozu. Roku 1793, když vypukla válka s revoluční Francií, Jacobi uprchl do Holštýnska, kde pak téměř deset let žil. Roku 1804 odešel do Mnichova, kde se stal členem nově založené Akademie a od roku 1807 byl jejím presidentem. Roku 1812 se této funkce vzdal a věnoval se přípravě svých sebraných spisů, jejichž dokončení se však už nedočkal: zemřel v roce 1819, šestý díl Sebraných spisů vyšel až 1825.

## Myšlení
Jacobi byl nesoustavný a velmi polemický myslitel: většina jeho děl jsou kritiky a polemiky. Jeho dílo však vyvolalo velký zájem o filosofii a inspirovalo mnoho následovníků. Jacobi sympatizoval s britským konzervativním liberalismem a popularizoval v Německu myšlenky Adama Smithe. Nebyl iracionalista, jak mu někteří vytýkali, ale obhájce tradičních hodnot lidské důstojnosti a svobody, jež novověký racionalismus, atheismus a fatalismus podle jeho názoru podrývá a ohrožuje. Kritizoval snahu filosofů všechno rozumově zdůvodňovat, ačkoli lidský život se nutně zakládá na bezprostředním poznání pravdy „věřením“ (Glaube), které se netýká jen smyslových skutečností, ale i dobra, pravdy a krásy. Logické rozvažování a suché abstrakce racionalistů k ní nemohou nic přidat a nutně vedou k nihilismu, jak se projevil v hrůzách Francouzské revoluce. Jacobiho koncept lidské osoby – „já“ je možné jen vůči nějakému „ty“ a oba se mohou uznat jen před osobním Bohem – inspiroval pozdější personalismus a možná i existencialismus.

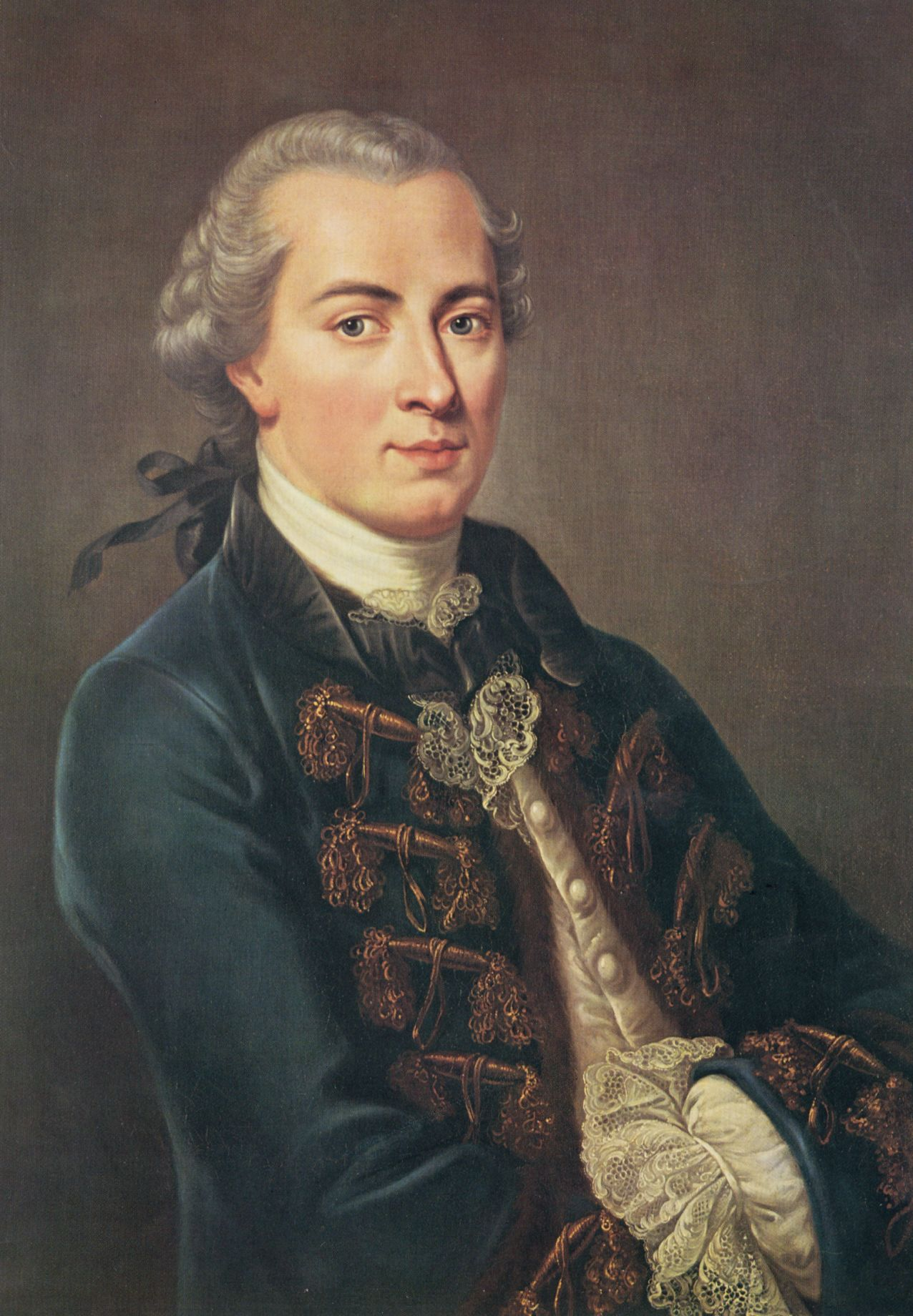
F. H. Jacobi

| „ | Každé lidské poznání vychází ze zjevení a víry. (…) Je to vědění z první ruky a bez důkazů, jež vědění z druhé ruky – vědě – nutně předchází, jež je zakládá a jež mu vládne. | “ |